# Aspergillus flavus
Aspergillus flavus (llatí flavus, "groc") és una espècie de fong ascomicot de l'ordre dels eurotials (Eurotiales). Té una distribució cosmopolita i clonal per la seva reproducció asexual. En el medi ambient pot causar problemes en l'emmagatzemament del gra, les llegums i les nous. També pot ser un patogen humà, associat amb l'aspergil·losi del pulmó i de vegades causant otomicosi de la còrnia, i infeccions nasoorbitals. Moltes soques produeixen quantitats significatives d'aflatoxina, un compost molt tòxic i cancerigen. Les espores d'A. flavus són al·lergèniques. A. flavus de vegades causa pèrdues en els cucs de seda.

## Malaltia en humans
A. flavus és el segon agent més comú de l'aspergil·losi, el primer és Aspergillus fumigatus. A. flavus pot envair les artèries del pulmó o del cervell i causar infart. La neutropènia predisposa a les infeccions per aquest patogen.
Aspergillus flavus també produeix la toxina aflatoxina que és un dels agents etiològics pel carcinoma hepatocel·lular.

## Descripció
En condicions naturals (in vivo) és molt polimòrfic. En canvi, sota cultiu en laboratori (in vitro), A. flavus creix com una floridura verd-groguenca. Com altres espècies d'Aspergillus, produeix un conidiòfor distintiu compost d'una llarga tija que suporta una vesícula inflada. Les cèl·lules conidiògenes de la vesícula produeixen conidis. Moltes soques d'A. flavus mostren una fluorescència verdosa sota llum ultraviolada que està correlacionada amb la producció d'aflatoxina.

## Danys
A. flavus és particularment comú en panís i cacauets, com també en catifes danyades per l'aigua, i és una de les espècies que produeixen aflatoxina que causa hepatitis aguda, immunosupressió i carcinoma hepatocel·lular.
Per protegir els arbres que fan fruits secs i les plantes de blat de moro afectades per A. flavus els científics del Servei de Recerca Agrícola dels Estats Units han trobat que es pot utilitza el llevat Pichia anomala per a reduir el creixement d'A. flavus.